# Поляна – Канчурінське
Поляна – Канчурінське – газопровід в Башкортостані.
Газопровід, який став до ладу в 1987 році, сполучив два важливі елементи газотранспортної системи:
- розташовану на півночі Башкортостану компресорну станцію «Поляна», що працює на початковій ділянці потужного Південного газотранспортного коридора (транспортує ресурс західносибірського походження);
- створене на півдні Башкортостану Канчурінське підземне сховище газу, яке через трубопровід Совхозне – Канчурінське також може мати доступ до ресурсу з Оренбурзького родовища.
Трубопровід має довжину 310 км. Його північна ділянка виконана в діаметрі 1220 мм, південна – 1020 мм, а перекачування ресурсу забезпечує розташована на 114-му кілометрів від «Поляни» компресорна станція Кармаскалінська.
Від північної частини газопроводу відходить перемичка довжиною 22 км та діаметром 800 мм, яка подає ресурс до системи Ішимбай – Уфа – Благовєщенськ на завершальній ділянці між Уфою (тут працюють Уфімський нафтопереробний завод, нафтохімічний комплекс, Уфімська ТЕЦ-1, Уфімська ТЕЦ-2, Уфімська ТЕЦ-3, Уфімська ТЕЦ-4, Затонська ТЕЦ) та Благовєщенськом (тут великим споживачем блакитного палива є Приуфімська ТЕЦ). Також можливо відзначити, що траса газопроводу Поляна – Канчурінське перетинається з газопроводом Шкапово – Магнітогорськ, який надає доступ до району Салавату (Салаватський нафтопереробний завод, нафтохімічний комплекс, Салаватська ТЕЦ, Ново-Салаватська ТЕЦ).
У другій половині 1980-х на півдні Башкирії поблизу траси трубопроводу почали споруджувати виробництво аміаку в Мелеузі, яке могло стати ще одним великим споживачем природного газу. Втім, з екологічних міркувань цей проект так ніколи і не завершили.